# Старая Олешня
Старая Олешня (бел. Старая Алешня) — деревня в Болотнянском сельсовете Рогачёвского района Гомельской области Беларуси.

## География

### Расположение
В 49 км на северо-восток от районного центра и железнодорожной станции Рогачёв (на линии Могилёв — Жлобин), 110 км от Гомеля.

### Гидрография
На реке Гутлянка (приток реки Днепр).

## Транспортная сеть
Транспортные связи по просёлочной, затем автомобильной дороге Довск — Славгород). Планировка состоит из прямолинейной широтной улицы, к ней на западе присоединяется короткая прямолинейная улица. Застройка двусторонняя, деревянная, усадебного типа.

## История
В 1674 упоминается как имение Олешня в Речицком повете ВКЛ, находившееся в закладном владении у Быховского монастыря регулярных каноников латеранских. В XIX веке селение в Довской волости Рогачёвского уезда Могилёвской губернии. По ревизии 1858 года владение баронессы Фитгенгоф. С 1880 года действовал хлебозапасный магазин. Согласно переписи 1897 года действовали 3 ветряные мельницы, трактир. В 1900 году открыта церковно-приходская школа, которая размещалась в наёмном крестьянском доме. В 1909 году 1664 десятины земли.
В 1930 году организован колхоз «Новая жизнь», работали 2 ветряные мельницы. 70 жителей во время Великой Отечественной войны погибли на фронте. Согласно переписи 1959 года в составе колхоза имени В. И. Ленина (центр — деревня Болотня). Располагались 9-летняя школа, библиотека, фельдшерско-акушерский пункт, Дом культуры, отделение связи.

## Население

### Численность
- 2004 год — 104 хозяйства, 257 жителей.

### Динамика
- 1858 год — 111 дворов, 737 жителей.
- 1897 год — 171 двор, 1115 жителей (согласно переписи).
- 1909 год — 213 дворов, 1504 жителя.
- 1959 год — 707 жителей (согласно переписи).
- 2004 год — 104 хозяйства, 257 жителей.

## Известные уроженцы
- Г. А. Гусаров — Герой Советского Союза.
- Гроднев, Николай Петрович — белорусский писатель.